# بخت‌برگشته
بخت برگشته (انگلیسی: Down on His Luck) عنوان یک نقاشی رنگ روغن بر روی بوم از نقاش هنرمند استرالیایی مکتب هایدلبرگ، فردریک مک‌کوبین می‌باشد که در سال ۱۸۸۹ طرح گردید. این اثر هنری نشانگر یک خانه‌به‌دوش نشسته در کنار یک آتش موقت و اردوگاهی است و به ظاهر از بابت بخت بد و بد شانسی، دلسرد می‌باشد. در کالبد این اثر مک‌کوبین، یک روح استرالیایی دمیده. بوته‌زارهای اطراف که رنگ آمیزی ملایم دارد، انعکاس دهنده خلق و خو و فضای غم‌انگیزی است که بر تعمق شاعرانه اثر افزوده.
مدل منتخب این اثر مک‌کوبین، لوئیس آبراهام و از دوستان هنرمند می‌باشد که در ملبورن به شغل تنباکو فروشی اشتغال داشت و در این حرفه بسیار موفق بوده است. وی پیش از این عهده‌دار فراهم نمودن جعبه‌های سیگار برای مدعوین در طول برپایی نمایشگاه برداشت ۹ از ۵ بود. این نقاشی تا سال ۱۹۸۶ در تملک ویلیام فرگوسن قرار داشت تا زمانی که توسط گالری هنر غرب استرالیا در پرث خریداری گردید.